# Pholidoptera ebneri
Pholidoptera ebneri is een rechtvleugelig insect uit de familie sabelsprinkhanen (Tettigoniidae). De wetenschappelijke naam van deze soort is voor het eerst geldig gepubliceerd in 1931 door Ramme.